# Rim Dzsungszon
Rim Dzsungszon (hangul: 림중선, handzsa: 林重善, RR: Lim Zoong-Sun; 1943. július 16. –) észak-koreai válogatott labdarúgó.
Az észak-koreai válogatott tagjaként részt vett az 1966-os világbajnokságon.